# Albert Moché
Albert Moché, né le 11 février 1885 à Paris et mort le 6 février 1977 dans cette même ville, est un athlète français spécialiste de Course de fond. 

## Biographie
Albert Moché est le fils de François Eugène et Anette Meyer.
Il est 18e du marathon masculin aux Jeux olympiques de 1920 à Anvers.
Il est employé de commerce, lors de son premier mariage en 1921.